# Coris sandeyeri
Coris sandeyeri är en fiskart som först beskrevs av Hector, 1884.  Coris sandeyeri ingår i släktet Coris och familjen läppfiskar. IUCN kategoriserar arten globalt som livskraftig. Inga underarter finns listade i Catalogue of Life.